# Kathistes analemmoides
Kathistes analemmoides är en svampart som beskrevs av Malloch & M. Blackw. 1990. Kathistes analemmoides ingår i släktet Kathistes och familjen Kathistaceae.   Inga underarter finns listade i Catalogue of Life.